# النمارة (الملاح)

تعديل مصدري - تعديل

النمارة هي إحدى قرى عزلة الملاح بمديرية الملاح التابعة لمحافظة لحج، بلغ تعداد سكانها 540 نسمة حسب تعداد اليمن لعام 2004.